# 广东海上丝绸之路博物馆
海上絲綢之路博物館（英語：Maritime Silk Road Museum of Guangdong）是位於中國廣東陽江海陵岛的一間博物館。

## 历史
始建於2004年末，並於2009年12月24日完工開館。主要展示南宋時期的古沉船南海一號的船身與船上包括黃金、陶瓷與漆器等200多件與海上絲綢之路相關的文物。該博物館耗資近二億元人民幣興建，全館分成揚帆、沉沒、探秘、出水、價值、遺珍、成果等七大展區，是亞洲唯一的水底考古博物館。海上絲綢之路博物館曾於2016年11月暫時封閉整修，並於2017年8月重新開放。